# Marcus Burley
Marcus Ray Burley (* 16. Juli 1990 in Richmond, Virginia) ist ein ehemaliger US-amerikanischer American-Football-Spieler. Er spielte zuletzt auf der Position des Cornerbacks für die Houston Texans in der National Football League (NFL).

## NFL

### Jacksonville Jaguars
Nachdem Burley im NFL Draft 2013 nicht ausgewählt worden war, nahmen ihn die Jacksonville Jaguars am 28. April 2013 unter Vertrag. Am 28. August 2013 entließen die Jaguars Burley. Am 1. September 2013 wurde von den Jaguars für ihren Practice Squad verpflichtet. Am 14. September 2013 wurde er in den Hauptkader befördert, zwei Tage später jedoch wieder entlassen. Am 17. September 2013 wurde Burley von den Jaguars erneut für den Practice Squad verpflichtet, jedoch am 1. Oktober 2013 entlassen.

### Philadelphia Eagles
Am 9. Oktober 2013 verpflichteten die Philadelphia Eagles Burley für ihren Practice Squad. Am 14. November 2013 entließen die Eagles Burley.

### St. Louis Rams
Am 18. Dezember 2013 verpflichteten die St. Louis Rams Burley für ihren Practice Squad.

### Indianapolis Colts
Am 7. Januar 2014 verpflichteten die Indianapolis Colts Burley für ihren Practice Squad.

### Seattle Seahawks
Am 30. August 2014 tauschten die Colts Burley für einen Sechstrundenpick zu den Seattle Seahawks. Am 26. Oktober 2014 machte er im Spiel gegen die Carolina Panthers seine erste Interception. Am 3. September 2016 wurde er entlassen.

### Cleveland Browns
Am 4. September wurde Burley von den Cleveland Browns verpflichtet. Fast genau ein Jahr später, am 3. September 2017 wurde er wieder entlassen.

### Houston Texans
Am 6. September 2017 wurde Burley von den Houston Texans unter Vertrag genommen. Am 25. Oktober 2017 wurde er entlassen.